# NGC 6384
NGC 6384 este o galaxie spirală situată în constelația Ophiuchus. A fost descoperită în 10 iunie 1863 de către Albert Marth. Se află la o distanță de 27,54 de megaparseci de Pământ.